# Drosophila pavani
Drosophila pavani este o specie de muște din genul Drosophila, familia Drosophilidae, descrisă de Brncic în anul 1957. Conform Catalogue of Life specia Drosophila pavani nu are subspecii cunoscute.